# Trichothelium chlorinum
Trichothelium chlorinum är en lavart som beskrevs av Rain. Schub. & Lücking. Trichothelium chlorinum ingår i släktet Trichothelium och familjen Porinaceae.   Inga underarter finns listade i Catalogue of Life.